# 池谷広大
池谷 広大（いけや こうだい、1984年4月18日 - ）は、日本のナレーター。
東京都青梅市出身。フリー。東京都立昭和高等学校卒業（2003年）。スクールバーズ出身。

## 人物
高校の時にナレーターを志し、スクールバーズ等を経てナレーターとして放送界にデビュー。

## 出演

### テレビ
ナレーション
- チャージ730!（モーニングチャージ！）(テレビ東京)
- おもろゲ動画SHOW 投稿!1000000000ビュー (TBSテレビ)
- ヒルナンデス (日本テレビ放送網) フェルナンデスくんが行く!
- おどおどオードリー　フジテレビONE
- 情報LIVE ただイマ!  (NHK総合テレビジョン)
- マルチ目線で恋したい!〜運命の出会いまで〜(毎日放送)
- イッテ♡恋48　(テレビ神奈川)
- EXD44　(テレビ朝日)
- 地球大好きマダムの太鼓判（SDG犬）（BSテレ東）

出演
- 『ニノさん ニノミヤ サブマリン』（2019年2月3日、(日本テレビ放送網) )

### CM
- NSファーファ・ジャパン、ファーファ・デオテクト

### DVD作品
- D-BOYS 夏どこ2010
- D-BOYS　春どこ2011
- NMB48 げいにん!　(特典映像)
- NMB48 げいにん!!2（特典映像）
- NOGIBINGO!6 （特典映像）